# Django (personnage)
Pour les articles homonymes, voir Django.

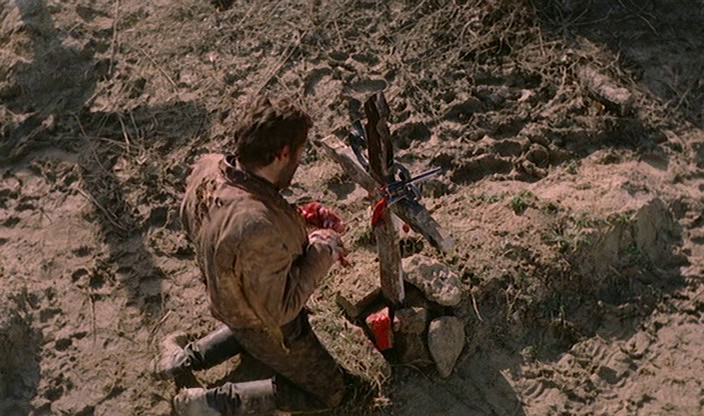
Django dans la scène finale du film

Django est un personnage de fiction créé et apparu sous les traits de Franco Nero dans l'homonyme western spaghetti du film italo-espagnol réalisé par Sergio Corbucci, sorti en 1966.

## Description
A la frontière mexicaine, deux bandes rivales se disputent la suprématie du territoire : celle du major confédéré Jackson, américain et fanatique, et celle du général Rodriguez, mexicain et révolutionnaire. Django, traînant derrière lui un cercueil, arrive sur cette terre de désolation en sauvant une femme des mains de ses tortionnaires.
Après le succès du film, le personnage de Django est repris dans des « suites » non officielles jusqu'au milieu des années 1970.
Ce n'est qu'en 1987 que Franco Nero reprend ce rôle dans l'unique « suite officielle » Django 2 Il grande ritorno réalisé par Nello Rossati.
En 2012, Quentin Tarantino tourne Django Unchained dans lequel Franco Néro joue un petit rôle (celui d'un planteur esclavagiste).

## Django dans les films
Quarante-sept films comportent le nom « Django » qui sert uniquement d'accroche. En aucun cas on ne retrouve une série d'aventures du même personnage. Certaines traductions de titres attribuent le nom de Django à des protagonistes qui portaient un nom différent dans la version originale italienne.
- 1965 : Django le Proscrit (El proscrito del río Colorado) de Maury Dexter
- 1966 :
  - Sous la loi de Django (La grande notte di Ringo) de Mario Maffei
  - Django tire le premier (Django spara per primo) d'Alberto De Martino
  - Quelques dollars pour Django (Pochi dollari per Django) de León Klimovsky
  - Django... Cacciatore di taglie de León Klimovsky
  - Django ne pardonne pas (Mestizo) de Julio Buchs
  - Starblack (titre allemand : Django - schwarzer Gott des Todes) de Giovanni Grimaldi
- 1967 :
  - Django le Taciturne (Bill il taciturno) de Massimo Pupillo
  - Poker d'as pour Django (Le due facce del dollaro) de Roberto Bianchi Montero
  - Le Retour de Django (Il figlio di Django) d'Osvaldo Civirani
  - Django le Justicier (Non aspettare Django, spara) d'Edoardo Mulargia
  - Trois salopards, une poignée d'or (La più grande rapina del west) (titre anglais : Halleluja for Django) de Maurizio Lucidi
  - Tire encore si tu peux (Se sei vivo spara, titre anglais : Django, Kill... If You Live, Shoot!) de Giulio Questi
  - Né pour tuer (Nato per uccidere) ou Django - Nato per uccidere d'Antonio Mollica
  - Le Dernier Tueur (L'ultimo killer) (titre anglais : Django the Last Gunfighter) de Giuseppe Vari
- 1968 :
  - Django, prépare ton cercueil ! (Preparati la bara!) de Ferdinando Baldi
  - Django porte sa croix (Quella sporca storia nel west) d'Enzo G. Castellari
  - Django, prépare ton exécution (Execution) de Domenico Paolella
  - Le Moment de tuer (Il momento di uccidere, titre allemand : Django - Ein Sarg voll Blut) de Giuliano Carnimeo
  - Tire, Django, tire (Spara, Gringo, spara) de Bruno Corbucci
  - L'Homme, l'Orgueil et la Vengeance (L'uomo, l'orgoglio, la vendetta) (titre allemand : Mit Django kam der Tod) de Luigi Bazzoni
  - À genoux, Django (Black Jack) de Gianfranco Baldanello
  - Les Feux de la honte (Brand of Shame ou Nude Django) (titre allemand : Django Nudo und die lüsternen Mädchen von Porno Hill) de Byron Mabe
  - Avec Django, la mort est là (Joko invoca Dio... e muori) (1968) d'Antonio Margheriti
- 1969 :
  - Django le Bâtard (Django il bastardo) de Sergio Garrone
  - Django ne prie pas (I vigliacchi non pregano) de Mario Siciliano
  - Avec Django, ça va saigner (Quel caldo maledetto giorno di fuoco) de Paolo Bianchini
  - La Corde au cou (Una lunga fila di croci) (titre anglais : Hanging for Django ou Noose for Django ou encore No Room to Die) de Sergio Garrone
- 1970 :
  - Django arrive, préparez vos cercueils (C'è Sartana... vendi la pistola e comprati la bara) de Giuliano Carnimeo
  - Sartana, si ton bras gauche te gêne, coupe-le (Arrivano Django e Sartana... è la fine) par Demofilo Fidani et Diego Spataro
  - Django et Sartana (Quel maledetto giorno d'inverno... Django e Sartana all'ultimo) de Demofilo Fidani
  - Haut les mains, salauds (Giù le mani… carogna) (titre anglais : The Django Story) de Demofilo Fidani
  - Django défie Sartana (Django sfida Sartana) de Pasquale Squitieri
- 1971 :
  - Macho Callaghan se déchaîne (Giù la testa... hombre) (titre anglais : Ballad of Django) de Demofilo Fidani
  - Son nom est Pote (Il suo nome era Pot... ma... lo chiamavano Allegria) (titre anglais : Django Always Draws Second) de Lucio Dandolo et Demofilo Fidani
  - Abattez Django le premier (Uccidi Django... uccidi per primo!!!)  de Sergio Garrone
  - Pour Django les salauds ont un prix (Anche per Django le carogne hanno un prezzo) de Luigi Batzella

- 1972 :

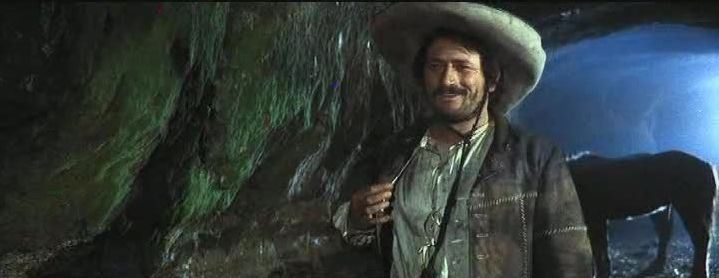
Viva Django (1972) : une scène avec Glauco Onorato.

  - Viva Django (W Django!) d’Edoardo Mulargia
  - Django adios ! (Seminò morte... lo chiamavano il castigo di Dio!) (titre anglais : Django... Adios!) de Roberto Mauri
- 1976 : Keoma (titre anglais : Django Rides Again) d'Enzo G. Castellari
- 1983 : Dina e Django de Solveig Nordlund
- 2002 :
  - Django: la otra cara de Ricardo Velásquez
  - Django, Tell! (V) court-métrage de Gary Hertz
- 2004 :
  - Django : et le western apporta la violence (V) documentaire français de 28 min
  - Zoku bokura no taiyô: Taiyô shônen Django (VG) (titre anglais : Boktai 2: Solar Boy Django)
- 2006 : Bokura no taiyô DS: Django & Sabata (VG)
- 2007 : Sukiyaki Western Django par Takashi Miike - Japon
- 2012 : Django Unchained de Quentin Tarantino

### À la télévision
- Django, série télévisée franco-italo-britannique diffusée en 2023